# پودی
شهر پودی (به روسی: Поди) در کشور مونته‌نگرو جنوب خاوری اروپا واقع شده‌است. جمعیت این شهر ۱٬۱۹۹ نفر  است.